# تل آفس
تل آفس هو تل أثري يقع في قرية آفس التي تقع ضمن مدينة إدلب شمال سوريا، يبعد حوالي 50 كيلومتراً جنوب شرق مدينة حلب. سهل الجزر الذي يضم الكثير من التلال الأثرية، وهو منطقة سهلية انتهى تشكيلها في الحقبة الجيولوجية الرابعة، وتمتاز بلون تربتها الحمرا وصخورها الكلسية العائدة إلى الحقبة الجيولوجية الثالثة. يشتهر هذا السهل بزراعة الحبوب، وتحيطه بساتين الزيتون التي تنتج كميات كبيرة من الزيتون وزيت الزيتون، وهما المادتان الأساسيتان للتجارة منذ القدم.